# Ptilope orange
Ptilinopus victor
Espèce
Statut de conservation UICN

 LC  : Préoccupation mineure
Le Ptilope orange (Ptilinopus victor) est une espèce d’oiseaux de la famille des Columbidae.

## Répartition
Cet oiseau est endémique des Fidji.